# Костаньян, Аркадий Семёнович
Арка́дий Семёнович Костанья́н (Аршак Кастаньян; 1866, Шуша — 1919, Москва) — оперный певец (лирико-драматический тенор) и антрепренёр.

## Биография
Окончил вокальную студию Н. И. Коргановой в Москве. С 1894 по 1897 год выступал в Милане, Флоренции, Генуе, Венеции, а также других городах Италии.
С 1897 года выступал в Харькове. В 1901 году пел в Петербургском театре «Аркадия», а также выступал в Иркутске. С 1902 по 1903 год пел в Казани и Саратове. С 1903 года выступал в Московском театре Солодовникова.
В 1908 году Аркадий Семёнович поставил на армянском языке «Демон» А. Рубинштейна в городах Вильно и Владивостоке.
Создал свою труппу «Русская опера под управлением А. С. Костаньяна», с которой впоследствии гастролировал в Иркутске, Астрахани, Самаре, Оренбурге, Томске, Симферополе, Хабаровске, Минске, Одессе, Тифлисе, Баку, Ташкенте.

## Избранные исполняемые партии
- Князь («Русалка» А. Даргомыжского);
- Владимир Игоревич («Князь Игорь» А. Бородина)
- Андрей («Мазепа» П. Чайковского);
- Ленский («Евгений Онегин» П. Чайковского);
- Иван Лыков («Царская невеста» Н. Римского-Корсакова);
- Индийский гость («Садко» Н. Римского-Корсакова);
- Владимир Дубровский («Дубровский» Э. Направника);
- Князь Синодал («Демон» А. Рубинштейна);
- Сакус («Нерон» А. Рубинштейна, 1903);
- Ефим («Купец Калашников» А. Рубинштейна, 1903);
- Фауст (одноим. опера Ш. Гуно);
- Ромео («Ромео и Джульетта» Ш. Гуно);
- Хозе («Кармен» Ж. Бизе);
- Джеральд («Лакме» Л. Делиба);
- Кавалер де Грие («Манон» Ж. Массне);
- Вертер (одноим. опера Ж. Массне);
- Самсон («Самсон и Далила» К. Сен-Санса);
- Граф Альмавива («Севильский цирюльник» Дж. Россини);
- Герцог («Риголетто» Дж. Верди);
- Альфред («Травиата» Дж. Верди);
- Канио («Паяцы» Р. Леонкавалло);
- Тангейзер (одноим. опера Р. Вагнера).